# Partecipanti al Tro-Bro Léon 2025
Elenco dei partecipanti al Tro-Bro Léon 2025.
Il Tro-Bro Léon 2025 è stato la quarantunesima edizione della corsa. Alla competizione presero parte 22 squadre: 8 con licenza UCI World Tour 2025, 10 UCI ProTeam e 4 UCI Continental Team.
Partenza con 153 ciclisti accreditati.

## Corridori per squadra
Nota: R ritirato, NP non partito, FT fuori tempo, SQ squalificato
| Arkéa-B&B Hotels           | Arkéa-B&B Hotels       | Arkéa-B&B Hotels       | Decathlon AG2R La Mondiale        | Decathlon AG2R La Mondiale        | Decathlon AG2R La Mondiale        | Intermarché-Wanty   | Intermarché-Wanty   | Intermarché-Wanty   |
| -------------------------- | ---------------------- | ---------------------- | --------------------------------- | --------------------------------- | --------------------------------- | ------------------- | ------------------- | ------------------- |
| N°                         | Ciclista               | Clas.                  | N°                                | Ciclista                          | Clas.                             | N°                  | Ciclista            | Clas.               |
| 1                          | Clément Venturini      | 22°                    | 11                                | Pierre Gautherat                  | 2°                                | 21                  | Biniam Girmay       | 63°                 |
| 2                          | Jenthe Biermans        | 15°                    | 12                                | Sander De Pestel                  | 73°                               | 22                  | Huub Artz           | R                   |
| 3                          | Amaury Capiot          | 78°                    | 13                                | Jordan Labrosse                   | R                                 | 23                  | William Graff       | 67°                 |
| 4                          | Arnaud Démare          | 46°                    | 14                                | Antoine L'Hote                    | R                                 | 24                  | Arne Marit          | R                   |
| 5                          | Mathis Le Berre        | 82°                    | 15                                | Rasmus S. Pedersen                | 47°                               | 25                  | Adrien Petit        | R                   |
| 6                          | Florian Sénéchal       | R                      | 16                                | Aubin Sparfel                     | R                                 | 26                  | Laurenz Rex         | 64°                 |
| 7                          | Kévin Vauquelin        | 10°                    | 17                                | Bastien Tronchon                  | 1°                                | 27                  | Georg Zimmermann    | 52°                 |
| Groupama-FDJ               | Groupama-FDJ           | Groupama-FDJ           | XDS Astana Team                   | XDS Astana Team                   | XDS Astana Team                   | Bahrain Victorious  | Bahrain Victorious  | Bahrain Victorious  |
| N°                         | Ciclista               | Clas.                  | N°                                | Ciclista                          | Clas.                             | N°                  | Ciclista            | Clas.               |
| 31                         | Valentin Madouas       | 3°                     | 41                                | Alberto Bettiol                   | 38°                               | 51                  | Matej Mohorič       | 70°                 |
| 32                         | Lewis Askey            | 13°                    | 42                                | Cees Bol                          | 6°                                | 52                  | Phil Bauhaus        | R                   |
| 33                         | Olivier Le Gac         | 33°                    | 43                                | Evgenij Fëdorov                   | 54°                               | 53                  | Alberto Bruttomesso | 80°                 |
| 34                         | Eddy Le Huitouze       | 30°                    | 44                                | Aaron Gate                        | 44°                               | 54                  | Sergio Tu           | R                   |
| 35                         | Rudy Molard            | R                      | 45                                | Michele Gazzoli                   | R                                 | 55                  | Max van der Meulen  | R                   |
| 36                         | Brieuc Rolland         | R                      | 46                                | Alessandro Romele                 | 35°                               | 56                  | Vlad Van Mechelen   | 11°                 |
| 37                         | Clément Russo          | R                      | 47                                | Mike Teunissen                    | 23°                               | 57                  | Fred Wright         | 8°                  |
| Israel-Premier Tech        | Israel-Premier Tech    | Israel-Premier Tech    | Cofidis                           | Cofidis                           | Cofidis                           | Movistar Team       | Movistar Team       | Movistar Team       |
| N°                         | Ciclista               | Clas.                  | N°                                | Ciclista                          | Clas.                             | N°                  | Ciclista            | Clas.               |
| 61                         | Hugo Hofstetter        | 19°                    | 71                                | Alex Aranburu                     | R                                 | 81                  | Iván García Cortina | R                   |
| 62                         | Oded Kogut             | 79°                    | 72                                | Aimé De Gendt                     | 66°                               | 82                  | Carlos Canal        | 27°                 |
| 63                         | Matis Louvel           | 16°                    | 73                                | Clément Izquierdo                 | R                                 | 83                  | Ruben Guerreiro     | R                   |
| 64                         | Riley Pickrell         | 87°                    | 74                                | Oliver Knight                     | R                                 | 84                  | Manlio Moro         | R                   |
| 65                         | Nadav Raisberg         | R                      | 75                                | Sam Maisonobe                     | 53°                               | 85                  | Mathias Norsgaard   | 34°                 |
| 66                         | Riley Sheehan          | R                      | 76                                | Alexis Renard                     | 41°                               | 86                  | Diego Pescador      | 51°                 |
| 67                         | Tom Van Asbroeck       | 21°                    | 77                                | Damien Touzé                      | R                                 | 87                  | Gonzalo Serrano     | 39°                 |
| Lotto                      | Lotto                  | Lotto                  | Uno-X Mobility                    | Uno-X Mobility                    | Uno-X Mobility                    | TotalEnergies       | TotalEnergies       | TotalEnergies       |
| N°                         | Ciclista               | Clas.                  | N°                                | Ciclista                          | Clas.                             | N°                  | Ciclista            | Clas.               |
| 91                         | Alec Segaert           | 62°                    | 101                               | Jonas Abrahamsen                  | R                                 | 111                 | Anthony Turgis      | 4°                  |
| 92                         | Cédric Beullens        | R                      | 102                               | Carl-Frederik Bévort              | 84°                               | 112                 | Alexys Brunel       | 68°                 |
| 93                         | Sébastien Grignard     | 65°                    | 103                               | Fredrik Dversnes                  | 5°                                | 113                 | Florian Dauphin     | 12°                 |
| 94                         | Matys Grisel           | 40°                    | 104                               | William Blume Levy                | 43°                               | 114                 | Sandy Dujardin      | 29°                 |
| 95                         | Milan Menten           | 48°                    | 105                               | Erik Resell                       | 55°                               | 115                 | Thomas Gachignard   | R                   |
| 96                         | Victor van de Putte    | R                      | 106                               | Rasmus Tiller                     | 7°                                | 116                 | Geoffrey Soupe      | R                   |
| 97                         | Brent Van Moer         | 36°                    | 107                               | Søren Wærenskjold                 | 18°                               | 117                 | Baptiste Vadic      | 76°                 |
| Tudor Pro Cycling Team     | Tudor Pro Cycling Team | Tudor Pro Cycling Team | Unibet Tietema Rockets            | Unibet Tietema Rockets            | Unibet Tietema Rockets            | Burgos-Burpellet-BH | Burgos-Burpellet-BH | Burgos-Burpellet-BH |
| N°                         | Ciclista               | Clas.                  | N°                                | Ciclista                          | Clas.                             | N°                  | Ciclista            | Clas.               |
| 121                        | Lucas Eriksson         | 9°                     | 131                               | Lukáš Kubiš                       | 25°                               | 141                 | Clément Alleno      | R                   |
| 122                        | Robin Froidevaux       | 26°                    | 132                               | Hartthijs de Vries                | 17°                               | 142                 | Rodrigo Álvarez     | 75°                 |
| 123                        | Miká Heming            | R                      | 133                               | Lander Loockx                     | 37°                               | 143                 | Antonio Angulo      | 60°                 |
| 124                        | Petr Kelemen           | R                      | 134                               | Sergio Meris                      | 72°                               | 144                 | Daniel Cavia        | 86°                 |
| 125                        | Fabian Lienhard        | 32°                    | 135                               | Andreas Stokbro                   | 83°                               | 145                 | Hugo de la Calle    | 14°                 |
| 126                        | Aivaras Mikutis        | R                      | 136                               | Adam Ťoupalík                     | 58°                               | 146                 | Ángel Fuentes       | R                   |
| 127                        | Juan David Sierra      | R                      | 137                               | Jelle Johannink                   |                                   | 147                 | George Jackson      | R                   |
| Wagner Bazin WB            | Wagner Bazin WB        | Wagner Bazin WB        | St Michel-Preference Home-Auber93 | St Michel-Preference Home-Auber93 | St Michel-Preference Home-Auber93 | Equipo Kern Pharma  | Equipo Kern Pharma  | Equipo Kern Pharma  |
| N°                         | Ciclista               | Clas.                  | N°                                | Ciclista                          | Clas.                             | N°                  | Ciclista            | Clas.               |
| 151                        | Quentin Bezza          | R                      | 161                               | Morné Van Niekerk                 | 31°                               | 171                 | Francisco Galván    | R                   |
| 152                        | Luca De Meester        | R                      | 162                               | Nicolas Breuillard                | R                                 | 172                 | Iñigo Elosegui      | R                   |
| 153                        | Cériel Desal           | R                      | 163                               | Dillon Corkery                    | 56°                               | 173                 | Haimar Etxeberria   | R                   |
| 154                        | Floris De Tier         | 42°                    | 164                               | Jérémy Lecroq                     | 20°                               | 174                 | Nil Gimeno          | R                   |
| 155                        | Michiel Lambrecht      | R                      | 165                               | Alan Riou                         | 45°                               | 175                 | Pau Miquel          | 24°                 |
| 156                        | Henri-Francois Haquin  | R                      | 166                               | Yohann Simon                      | R                                 | 176                 | Mikel Retegi        | R                   |
| 157                        | Leander Van Hautegem   | 74°                    |                                   |                                   |                                   | 177                 | Antonio Jesús Soto  | R                   |
| CIC U Nantes               | CIC U Nantes           | CIC U Nantes           | Euskaltel-Euskadi                 | Euskaltel-Euskadi                 | Euskaltel-Euskadi                 | Van Rysel-Roubaix   | Van Rysel-Roubaix   | Van Rysel-Roubaix   |
| N°                         | Ciclista               | Clas.                  | N°                                | Ciclista                          | Clas.                             | N°                  | Ciclista            | Clas.               |
| 181                        | Ronan Augé             | 57°                    | 191                               | Paul Hennequin                    | R                                 | 201                 | Baptiste Planckaert | R                   |
| 182                        | Corentin Devroute      | R                      | 192                               | Nicolás Alustiza                  | R                                 | 202                 | Rait Ärm            | R                   |
| 183                        | Similien Hamon         | R                      | 193                               | Xabier Berasategi                 | R                                 | 203                 | Daniel Arnes        | 71°                 |
| 184                        | Antoine Hue            | 49°                    | 194                               | Iker Bonillo                      | 69°                               | 204                 | Rémi Capron         | 50°                 |
| 185                        | Yaël Joalland          | 77°                    | 195                               | Xabier Isasa                      | R                                 | 205                 | Maximilien Juillard | R                   |
| 186                        | Lenaïc Langella        | R                      | 196                               | Andoni López                      | R                                 | 206                 | Emmanuel Morin      | 28°                 |
| 187                        | Axel Mariault          | R                      | 197                               | Danny van der Tuuk                | 61°                               | 207                 | Killian Théot       | 59°                 |
| Nice Métropole Côte d'Azur |                        |                        |                                   |                                   |                                   |                     |                     |                     |
| N°                         | Ciclista               | Clas.                  |                                   |                                   |                                   |                     |                     |                     |
| 211                        | Alexander Konijn       | 85°                    |                                   |                                   |                                   |                     |                     |                     |
| 212                        | Andrei Carbunarea      | R                      |                                   |                                   |                                   |                     |                     |                     |
| 213                        | Carter Guichard        | R                      |                                   |                                   |                                   |                     |                     |                     |
| 214                        | Jaakko Hänninen        | R                      |                                   |                                   |                                   |                     |                     |                     |
| 215                        | Noah Knecht            | R                      |                                   |                                   |                                   |                     |                     |                     |
| 216                        | Dylan Massa            | R                      |                                   |                                   |                                   |                     |                     |                     |
| 217                        | Axel Zuccarelli        | 81°                    |                                   |                                   |                                   |                     |                     |                     |